# 高木站 (兵庫縣)
高木站（日语：／ Takagi eki */?）是位於兵庫縣三木市別所町高木，三木鐵道三木線的鐵路車站（廢站）。
此站是三木線由三木鐵道接管後才開設的簡單車站。

## 歷史
- 1986年（昭和61年）4月1日：此站啟用[1]。
- 2008年（平成20年）4月1日：三木線被廢除，此站也被廢除。

## 車站構造
此站是地面車站，設有1面1線的單式月台。此站的月台比較簡單，路線沿東西方向。由於此站與鄰站三木站相距600米，月台靠近三木一方設有三木站遠方信號機。
在開業以來，此站為無人車站，沒有站舍，月台上設有小型上蓋。
月台靠近別所一方設有陂道出入口。車站靠近別所一方設有高木第一平交道，乘客可透過該平交道前往車站南邊。在月台上設有公共電話。

## 車站周邊
車站北邊為高木市區。車站南邊設有與三木鐵道並行的兵庫縣道20號加古川三田線。車站南邊較高的地方設有朝日丘團地。在車站東邊100米處的兵庫縣道20號線路口，於該路口向南前進可到達該團地。此站與鄰站別所站之間，路軌會跨越國道175號。而該道路向北前往可到達山陽自動車道三木小野交匯處。

## 巴士路線
在廢站後，車站遺址附近設置「高木」巴士站，神姬巴士設有以下巴士路線途經：
- 三木鐵道替代巴士
  - 厄神站 - 高木 - 三木鐵道三木站 - 惠比須站
  - 厄神站 - 高木 - 三木鐵道三木站 - 三木營業所（日语：神姫バス三木営業所）
- 三木營業所 - 高木 - 三木工業團地

## 相鄰車站
三木鐵道
三木線
別所－高木－三木

## 注腳
1. 1 2  石野哲 (编).  初版. JTB. 1998-10-01: 243. ISBN 978-4-533-02980-6 （日语）.

## 相關項目
- 日本鐵路車站列表 Ta

## 外部連結
- 國土地理院地圖閱覧服務 （页面存档备份，存于） - 高木站周邊1/25000地形圖 （页面存档备份，存于）（日語）